# سیم‌فیبرات
سیم‌فیبرات (انگلیسی: Simfibrate) یک داروی فیبراتی است که برای درمان هیپرلیپیدمی کاربرد دارد. این ماده یک استر مضاعف از کلوفیبریک اسید با ۱و۳-پروپاندیول است که در بدن به یک مولکول ۱و۳-پروپاندیول و دو مولکول کلوفیبریک اسید که عامل کاهش دهنده چربی است، تقسیم می‌شود.